# Comté de Bayfield
Pour les articles homonymes, voir Bayfield.
Le comté de Bayfield (en anglais : Bayfield County) est l'un des 72 comtés de l'État du Wisconsin, aux États-Unis.

## Géographie
D'après le United States Census Bureau, le comté a une surface de 5 288 km² (2 042 mi²), dont 3 823 km2 (1 476 mi²) de terres et 1 464 km2 (565 mi²) de surfaces aquatiques (lacs, rivières...).

### Comtés limitrophes
| Nord-Ouest : Lac Supérieur    | Nord : Lac Supérieur  | Nord-Est : Lac Supérieur |
| Ouest : Comté de Douglas      | Comté de Bayfield     | Est: Comté d'Ashland     |
| Sud-Ouest : Comté de Washburn | Sud : Comté de Sawyer |                          |